# Jacinto Furtado de Mendonça
Jacinto Furtado de Mendonça (ca 1760 — 2 de janeiro de 1834) foi um proprietário rural, advogado e político brasileiro, senador do Império do Brasil de 1826 a 1834.
Nascido no Serro, MG, era filho de Jacinto Furtado de Mendonça e Francisca de Paula Lins Castelo Branco. Formou-se pela Universidade de Coimbra e foi eleito Deputado às Cortes Portuguesas em 1821, não viajando, porém, a Lisboa, assim como outros Deputados eleitos pelo Serro Frio, preferindo trabalhar pela independência do país. Foi Senador à primeira Assembleia Constituinte do Brasil. 
Fonte: .